# S/S Stockholm (1850)
Stockholm var ett fartyg levererat 1850 från Motala varv till Ångbåts Bolaget Stockholm-Göteborg. Skrovet var av järn. Fartyget var utrustat med en tvåcylindrig vinkelångmaskin, maskin nr 71, om 60 hästkrafter tillverkad vid Motala Verkstad i Motala. Fartyget hade plats för 25 passagerare i hytter och 24 i salongen.

## Historik
- 1850	Fartyget levererades till Ångbåts Bolaget Stockholm-Göteborg. Kontrakterad byggkostnad var 81 000 riksdaler riksmynt.
- 1865	Fartyget köptes ingenjör W Lindberg som sålde fartyget vidare till Öresunds Ångbåts Bolag. Fartyget döptes om till Umba.